# Snowbound (cheval)
Pour l’article homonyme, voir Snowbound.
Snowbound est le premier cheval américain médaillé d'or olympique en individuel, avec William Steinkraus aux jeux Olympiques d'été de 1968 à Mexico.

## Histoire
Snowbound naît en Californie en 1958. Ce Pur-sang bai foncé toise 1,65 m de haut. Il a été engendré par Hail Victory et la jument Gay Alvena; son nom enregistré était Gay Vic. Il a couru comme cheval de course plusieurs années en Californie, avant d'être vendu à la cavalière de saut d'obstacles Barbara Worth Oakford, affaibli par deux blessures au tendon sur les jambes. Oakford dit que ce cheval "pourrait aussi bien être ensevelis sous la neige que de penser qu'il ferait un bon cheval de saut" et le nom Snowbound, ensevelis sous la neige en français, lui est dès lors attribué. En 1964, Sir John Galvin remarque Snowbound pendant un concours et l'acquiert pour l'équipe américaine de saut d'obstacles. Snowbound devient bientôt la monture de saut d'obstacles de William "Bill" Steinkraus
En 1965, Snowbound et Steinkraus remportent quatre Coupes des Nations FEI, et, l'été 1968, terminent 15 des 16 Coupes des Nations auxquelles ils ont participé. Snowbound souffre régulièrement de ses blessures au tendon au long de sa carrière, et à chaque récidive, Steinkraus le laisse se reposer jusqu'à ce qu'il soit complètement rétabli. Snowbound  n'a pas sauté dans de petits concours, mais uniquement pour les grandes compétitions. Steinkraus est sélectionné parmi l'équipe olympique américaine en 1968 avec sa monture, et participe aux Jeux Olympiques de Mexico. Snowbound est l'un des deux chevaux à bopucler un sans fautes pendant le premier tour des jeux Olympiques. Au tour suivant, tous les chevaux font des fautes. Lors de la finale de la compétition, Steinkraus sent que quelque chose ne va pas quand  Snowbound saute l'avant dernier obstacle. Cependant, il termine le parcours avec un sans fautes et le meilleur temps, remportant la médaille d'or en individuel. À la fin de tour, Snowbound est boiteux en raison d'une récidive de son problème de tendon et quitte la piste sur trois jambes. Il est le premier cheval américain à gagner une médaille d'or olympique individuelle. À l'âge de 14 ans, Snowbound est mis à la retraite à l'élevage de Galvin, à l'extérieur de Dublin
Le 2 avril 2005, Snowbound, a été intronisé au Hall of Fame américain de saut d'obstacles